# Selección femenina de rugby 7 de Francia
La selección femenina de rugby 7 de Francia es el equipo representativo de Francia en los torneos de la modalidad de 7 jugadoras que está regulado por la federación de ese país.

## Palmarés
- Rugby Europe Women's Sevens (4): 2007, 2015, 2023, 2024

- Seven Femenino de Dubái (1): 2021-II

## Participación en copas
| - Dubái 2009: Cuartofinalista - Moscú 2013: 3º puesto en el grupo - San Francisco 2018: Subcampeón - Ciudad del Cabo 2022: 3º puesto - Río 2016: 6º puesto - Tokio 2020: 2º puesto - París 2024: 5º puesto | - Serie Mundial 12-13: 12º puesto (9 pts) - Serie Mundial 13-14: 8º puesto (21 pts) - Serie Mundial 14-15: 6º puesto (72 pts) - Serie Mundial 15-16: 5º puesto (60 pts) - Serie Mundial 16-17: 7º puesto (60 pts) - Serie Mundial 17-18: 3º puesto (68 pts) - Serie Mundial 18-19: 5º puesto (70 pts) - Serie Mundial 19-20: 4º puesto (70 pts) - Serie Mundial 21-22: 2º puesto (60 pts) - Serie Mundial 22-23: 4º puesto (92 pts) - SVNS 23-24: 2º puesto - SVNS 24-25: 7º puesto |